# Abdulaziz Demircan
Abdulaziz Demircan (* 5. Februar 1991 in Diyarbakır) ist ein türkischer Fußballtorhüter.

## Spielerkarriere
Demircan begann mit dem Vereinsfußball in der Jugend von Diyarbakır Büyükşehir Belediyespor. Hier erhielt er 2009 einen Profivertrag und wurde anschließend an den Stadtrivalen Diyarbakır Kayapınar Belediyespor ausgeliehen. Bereits zur Rückrunde der Spielzeit kehrte er ohne Spieleinsatz zu Diyarbakır BB zurück. Nachdem er in der Saison 2010/11 acht Ligaspiele für seinen Verein absolviert hatte, wurde er in der Spielzeit 2011/12 Stammtorhüter.
Zum Sommer 2012 wechselte er zum Erstligisten Kardemir Karabükspor. Nachdem der Klub im Sommer 2015 den Klassenerhalt der Süper Lig verfehlt hatte, wechselte Demircan zusammen mit seinem Teamkollegen Larrys Mabiala und Samba Sow zum Erstligisten Kayserispor. Eine Saison später heuerte er beim Ligarivalen Konyaspor an.
Im Januar 2018 wechselte Demircan nach Schweden zu Dalkurd FF.